# المعزبة (السياني)

تعديل مصدري - تعديل

المعزبة هي إحدى قرى عزلة عميد الداخل بمديرية السياني التابعة لمحافظة إب، بلغ تعداد سكانها 485 نسمة حسب تعداد اليمن لعام 2004.